# Lee Min-hyeon
Lee Min-hyeon (이민현?; 3 gennaio 1965) è un ex cestista sudcoreano.

## Carriera
Con la Corea del Sud ha disputato due edizioni dei Campionati mondiali (1986, 1990).